# 林少忠
林少忠（英語：Frankie Lam Siu-chung，1961年12月20日－ ），前香港西貢區議會康景選區議員。前新民主同盟成員，前民主黨及將軍澳民生關注組成員。

## 簡介
前民主黨成員，於2007年香港區議會選舉，首次參選便擊敗前民協副主席、前香港立法局議員、由（康景區）首任起當選區議員的公民力量羅祥國。
2010年曾為新同盟成員，新同盟成立後但沒有隨民主黨改革派成員退黨，是唯一新同盟中沒有退出民主黨的區議員，及後退出新同盟。
2016年4月，林少忠因涉及任職法團主席的景明苑大維修爛尾事件，退出民主黨及將軍澳民生關注組，重返新同盟。
2019年區議會選舉，選委會指將軍澳北康景及運亨選區人口接近上限，故此將康景區的旭輝臺、富麗花園及慧安園與運亨選區的茵怡花園新劃為慧茵選區，以平衡與其他選區的人口差距。由於新選區並非設立在人口持續增長的將軍澳南，而兩個受影響選區議席皆由新民主同盟當選，新同盟認為有關改動是政治劃區，但最終由於未有其他可行劃法，結果維持增加慧茵選區的決定。選舉由上屆參選的候選人再次對決，結果反修例運動推動選民投票，由新民主同盟林少忠以4,037票多於陳健浚2,140票當選。